# Jüdische Gemeinde Treuchtlingen
Eine Jüdische Gemeinde in Treuchtlingen existierte bereits ab dem Mittelalter. Mit der Zeit des Nationalsozialismus fiel fast die gesamte Gemeinde dem Holocaust zum Opfer. Viele Überlebende wanderten aus Treuchtlingen aus. 

## Geschichte
Bereits im Mittelalter lebten Juden in Treuchtlingen. Erstmals genannt wurden diese im Zusammenhang mit der Verfolgung in der Pestzeit 1348/49. Es ist allerdings nicht bekannt, ob es zur Gründung einer Gemeinde (Kehillah) kam. Auch im 16. Jahrhundert konnten sich unter der Herrschaft des Hauses Pappenheim Juden in Treuchtlingen niederlassen. Die jüdischen Einwohner besuchten zunächst die Synagoge in Pappenheim und bestatteten ihre Verstorbenen auf dem jüdischen Friedhof Pappenheim und auf dem jüdischen Friedhof Bechhofen. Nach dem Dreißigjährigen Krieg und im 18. Jahrhundert entstand in Treuchtlingen schließlich eine der wichtigsten jüdischen Gemeinden der Region. Großen Zuwachs erhielt die Gemeinde, nachdem 1741 sämtliche Juden aus dem Herzogtum Pfalz-Neuburg vertrieben wurden und viele sich hier niederließen.
Im Jahr 1773 wurde der Jüdische Friedhof errichtet. 
Der Bevölkerungsanteil von Personen jüdischen Glaubens hatte 1837 mit 17,7 % (282 von insgesamt 1.590 Einwohnern) den Höhepunkt erreicht. Bereits 1818/19 hatte man die 1730 errichtete Synagoge durch einen Neubau ersetzt. Ab Mitte des 19. Jahrhunderts ging die Zahl der in Treuchtlingen ansässigen Juden durch Abwanderung infolge des Bayerischen Judenedikts von 1813 wieder zurück. 
Zu Beginn der Zeit des Nationalsozialismus 1933 wurden in Treuchtlingen 119 jüdische Bürger gezählt (2,8 % von insgesamt 4.237 Einwohnern). Durch die zunehmende Entrechtung nach 1933 und zahlreiche gewaltsame und entwürdigende Aktionen gegen die Juden der Stadt verzogen immer mehr in andere Städte oder wanderten aus Deutschland aus. Beim Novemberpogrom 1938 wurde die 1730 erbaute und 1819 neu gebaute Synagoge niedergebrannt. Bis Ende Dezember 1938 verließen mit zwei Ausnahmen alle jüdischen Einwohner die Stadt. Zehn konnten noch auswandern, 62 verzogen innerhalb von Deutschland. Ein Großteil der in Treuchtlingen geborenen oder längere Zeit dort wohnhaften Juden fiel in der Folgezeit dem Holocaust zum Opfer. Die Beteiligten des Pogroms wurden beim Weißenburger Pogromprozess zu bis zu vier Jahren Zuchthaus bestraft, darunter der damalige Treuchtlinger Bürgermeister Andreas Günter. Viele Schicksale sind bis heute nicht aufgeklärt.